# Catopsilia
Genre
Le genre Catopsilia regroupe des lépidoptères (papillons) de la famille des Pieridae et de la sous-famille Coliadinae.

## Dénomination
Ce genre a été nommé Catopsilia par Jakob Hübner en 1819.

## Caractéristiques
Ils se nomment Emigrants en anglais car les papillons du genre Catopsilia sont des migrateurs.

## Liste des espèces
- Catopsilia florella (Fabricius, 1775) — Piéride du cassier ou Africain jaune (African Migrant) présent dans toute l'Afrique et dans le sud de l'Asie.
- Catopsilia gorgophone (Boisduval, 1836) présent en Australie.
- Catopsilia pomona (Fabricius, 1775) en Birmanie, à Ceylan, en Inde, en Malaisie, Nouvelle-Guinée et Australie.
- Catopsilia pyranthe (Linnaeus, 1758) présent en Inde, à Ceylan, et en Australie.
  - Catopsilia pyranthe pyranthe
  - Catopsilia pyranthe chryseis (Drury, 1773)
  - Catopsilia pyranthe crokera (Macleay, 1826) au nord de l'Australie et à Timor.
  - Catopsilia pyranthe evangelina (Butler, 1870)
  - Catopsilia pyranthe minna (Herbst, 1792) à Ceylan.
- Catopsilia scylla (Linnaeus, 1763) en Malaisie et aux Moluques.
  - Catopsilia scylla scylla à Java et Bali.
  - Catopsilia scylla asema (Staudinger)
  - Catopsilia scylla bangkeiana (Fruhstorfer)
  - Catopsilia scylla cornelia (Fabricius, 1787) en Malaisie et à Sumatra.
  - Catopsilia scyllaetesia' (Hewitson, 1867)
  - Catopsilia scylla moluccarum Fruhstorfer, 1910 aux Moluques.
  - Catopsilia scylla praerubida (Fruhstorfer) à Florès.
  - Catopsilia scylla sidra (Fruhstorfer) à Sumbawa.
- Catopsilia thauruma (Reakirt, 1866) présent à Madagascar et à l'île Maurice.

### Source
- (en) funet